# 楊篤生
楊篤生（？—？），河南洧川县（今属长葛市）人，清朝官員。進士出身。

## 生平
康熙二十四年（1685年），中式乙丑科三甲進士。曾任陕西道監察御史。康熙四十四年年底（1706年2月）提督福建學政。